# Papillolejeunea
Papillolejeunea là một chi rêu trong họ Lejeuneaceae.